# لولو آنتاریکسا
لولو آنتاریکسا (انگلیسی: Lulu Antariksa)؛ (زاده ۲۲ اوت ۱۹۹۵) یک بازیگر آمریکایی است. او بیشتر به خاطر نقش پنه لوپه پارک خود در سریال شبکه سی دبلیو، میراث شناخته شده‌است.

## سنین جوانی و تحصیل
لولو آنتاریکسا در کالیفرنیا از یک پدر اندونزیایی و یک مادر آلمانی متولد شد. آنتاریکسا در رقص، آواز، گیتار، پیانو، ساکسیفون و باس آموزش دیده‌است. او در دوره دبیرستان به بازیگری علاقه‌مند شد.

## حرفه
آنتاریکسا از سال ۲۰۰۲ تا ۲۰۰۸ با نام اصلی خود یعنی لورن آنتاریکسا فعالیت می‌کرد.
آنتاریکسا در سال ۲۰۱۲ به عنوان استیوی باسکارا در سریال How to Rock ایفای نقش کرد و این نمایش از ۴ فوریه ۲۰۱۲ به نمایش درآمد و برای ۲۵ قسمت اجرا شد ولی برای یک فصل دوم تمدید نشد.
سایر بازیگری‌های او در تلویزیون، شامل سریال‌های خانواده آمریکایی، به گفته جیم، ER، رئیس کیس، راهب، زوی ۱۰۱ و بخش جمینی است.
او نقش اصلی را در فیلم هیجان انگیز پسا آخرالزمانی "آنچه هنوز باقی مانده‌است" در سال ۲۰۱۸ در کنار کالین اودونوگو بازی کرد. این فیلم با بررسی لس آنجلس تایمز، نظرات مختلفی را دریافت کرد: "اگرچه در نیمه دوم خود تنش بیشتری پیدا می‌کند، اما ظاهر کلی فیلم کمی آرامش بخش است. با این حال، بازیگران عالی … ایده مندوزا را به ارمغان آورد، "
راب هانتر نوشت:" آنتاریکسا بازی خوب و متقاعدکننده ای را به عنوان یک زن جوان که کاملاً قادر به مراقبت از خود است در حالی که هنوز نیاز به ارتباطات انسانی دارد ".
سایت Screenanarchy.com از این فیلم به عنوان «اجرای قوی و محکم» یاد کرد و دکیدر این فیلم را «یک گوهر پنهان» نامید.
آنتاریکسا در سال ۲۰۱۸ در فصل اول سریال تلویزیونی CW Legacies در نقش پنه لوپه پارک، دیده شد. او سپس در فیلم کوتاه میزبان تنهایی بازی کرد که آن یکی از داوران، بازی او را «بی عیب و نقص» نامید.

## فیلم‌ها
| سال       | عنوان                 | نقش                | یادداشت                                |
| --------- | --------------------- | ------------------ | -------------------------------------- |
| ۲۰۰۲      | خانواده آمریکایی      | لینا               | قسمت: "عقاب نقاب دار: قسمت ۱"          |
| ۲۰۰۳      | بر طبق گفتهٔ جیم       | مادلین             | قسمت: " پارتی زاغه "                   |
| ۲۰۰۴      | بخش فوریت‌های پزشکی    | آنا                | قسمت: " لمس کن و برو "                 |
| ۲۰۰۵      | اتفاقات مهم           | اریکا              | قسمت: "سوء استفاده کامل می‌شود"         |
| ۲۰۰۶      | راهب                  | کودک زمزمه کننده ۱ | قسمت: " آقای راهب و اعتصاب زباله "     |
| ۲۰۰۸      | زویی ۱۰۱              | دختر سال هفتمی     | قسمت: " مدیریت خشم "                   |
| ۲۰۰۸      | بخش جمینی             | آنا جوان           | قسمت: "در منطقه یخ"                    |
| ۲۰۱۲      | چگونه راک بنوازیم     | استیوی بسکارا      | نقش اصلی (۲۵ قسمت)                     |
| ۲۰۱۲      | جوابش را پیدا کن      | خودش               | پانل؛ ۷ قسمت                           |
| ۲۰۱۳      | جسی                   | ویکتوریا مونتسانو  | قسمت: " شکسته شدن و شکل دهی "          |
| ۲۰۱۴      | بزنش                  | کول خاکستری        | قسمت: " بازگشت جاسوسی "                |
| ۲۰۱۶      | دوست دختر سابق دیوانه | کیلا               | قسمت: " من با جاش در اردو برگشته ام! " |
| ۲۰۱۸–۲۰۱۹ | میراث                 | پنه لوپه پارک      | تکرار نقش (۱۴ قسمت)                    |

| سال      | عنوان                   | نقش    | یادداشت    |
| -------- | ----------------------- | ------ | ---------- |
| ۲۰۱۸     | آنچه هنوز باقی مانده‌است | آنا    | نقش اصلی   |
| ۲۰۱۹     | میزبان تنهایی           | سیلویا | فیلم کوتاه |
| سال ۲۰۲۰ | شکار ساحره              | جن     | [ ۱۲ ]     |

| سال               | عنوان       | نقش         | یادداشت                   |
| ----------------- | ----------- | ----------- | ------------------------- |
| ۲۰۱۳–۲۰۱۵         | اثرات جانبی | لکسی کانولی | نقش اصلی                  |
| ۲۰۱۶- در حال حاضر | تگ شده      | روآن فریکس  | نقش اصلی                  |
| ۲۰۱۸              | ضربه        | پتی         | قسمت: "قسمت اول - پایلوت" |

| سال  | عنوان          | مدیر              | یادداشت                |
| ---- | -------------- | ----------------- | ---------------------- |
| ۲۰۱۲ | "رعد و برق"    | کورت هوگو اشنایدر | علاقه عاشقانه الکس گوت |
| ۲۰۱۲ | "مارون ۵ مدلی" | کورت هوگو اشنایدر | کامو                   |
| ۲۰۱۲ | "همه عشق تو"   | دانیل دورستون     | سونگ با دانیل دورستون  |